# Ramon Djamali
Ramon Djamali (12 giugno 1975) è un ex calciatore francese di ruolo attaccante.

## Carriera

### Nazionale
Conta 17 presenze con la maglia della propria Nazionale.

## Palmarès

### Club

#### Competizioni nazionali
- Super Ligue : 2

Le Mons-Dore : 2010, 2011